# Karpatendeutsche Landsmannschaft Slowakei
Karpatendeutsche Landsmannschaft Slowakei (pol. Ziomkostwo Karpackoniemieckie) – organizacja (stowarzyszenie) działająca na terenie Niemiec i Austrii. Jej głównym celem jest pielęgnacja kultury Niemców karpackich. Ziomkostwo Karpackoniemieckie jest organizacją wypędzonych i przesiedleńców ze Słowacji, ich potomków (bez ograniczenia liczby generacji) oraz osób popierających Ziomkostwo. Jako stowarzyszenie jest członkiem Związku Wypędzonych (Bund der Vertriebenen – BdV).
Obecnym przewodniczącym Ziomkostwa jest Brunhilde Reitmeier-Zwick.

## Podział Ziomkostwa Karpackoniemieckiego według miejsca pochodzenia
- Preßburg und Umland (Bratysława i okolice)
- Hauerland in der Mittelslowakei (Hauerland w Słowacji Środkowej)
- Zips (Spisz)
  - Oberzips (Górny Spisz)
  - Unterzips (Dolny Spisz)

## Symbole Niemców karpackich
Herb karpackoniemiecki składa się z herbów miast Bratysława, Kremnica i Kieżmark, które symbolizują trzy niemieckie osiedla na Słowacji i słowackiego podwójnego krzyża.
Flaga Niemców karpackich jest prostokątem podzielonym na cztery poziome pasy jednakowej wielkości: czerwony, niebieski, biały i żółty z herbem karpackoniemieckim.